# Soroush Rafiei
Soroush Rafiei (perski: سروش رفیعی, ur. 24 marca 1990 w Szirazie) – irański piłkarz występujący na pozycji pomocnika w katarskiej drużynie Al-Khor.

## Kariera piłkarska
Swoją karierę w dorosłej piłce zaczynał w Fajr Sepasi Sziraz. W pierwszym sezonie spadli oni z Iran Pro League. W 2011 roku przeszedł do Fulad Ahwaz, z którym występował przez 4 lata. W sezonie 2012/13 zajął z tym klubem 4. pożycję w tabeli, co dało im kwalifikację do Azjatyckiej Ligi Mistrzów 2014. Tam wyszli ze swojej grupy bez porażki, lecz w 1/8 finału przegrali z Al-Sadd. Rafiei zagrał w tych rozgrywkach we wszystkich ośmiu spotkaniach swojej drużyny. W sezonie 2013/14 zdobył z tym klubem mistrzostwo Iranu, co dało im kwalifikację do kolejnej edycji Azjatyckiej Ligi Mistrzów w roku 2015. Tym razem jednak nie wyszli z grupy, a sam Rafiei zanotował tylko jeden występ. Z kolei w lidze w tym sezonie zajęli 5. miejsce. 2 lipca 2015 roku został zawodnikiem Teraktora Sazi Tebriz. Spędził tam półtora sezonu, po czym, w styczniu 2017 został zawodnikiem teherańskiego Persepolisu. Pomógł im w zdobyciu tytułu mistrzowskiego. Po sezonie odszedł do katarskiego Al-Khor. W sezonie 2017/18 z nimi zajął 8. miejsce w lidze.

## Kariera reprezentacyjna
Rafiei zadebiutował w reprezentacji Iranu 18 listopada 2014 roku w towarzyskim, wygranym 1:0, meczu z reprezentacji Korei Południowej. Ghafouri wszedł w tym meczu z ławki rezerwowych, zmieniając w 60. minucie Masuda Szodża’i. Znalazł się w kadrze Iranu na Puchar Azji 2015, gdzie w dwóch spotkaniach fazy grupowej.
Stan na 23 lipca 2018
| Reprezentacja | Rok     | Mecze | Bramki |
| ------------- | ------- | ----- | ------ |
| Iran          | 2014    | 2     | 0      |
| Iran          | 2015    | 2     | 0      |
| Ogólnie       | Ogólnie | 2     | 0      |

## Sukcesy

### Fulad Ahwaz
- Mistrzostwo Iranu: 2013/14

### Persepolis FC
- Mistrzostwo Iranu: 2016/17